# Peperomia retivenulosa
Peperomia retivenulosa är en pepparväxtart som beskrevs av Truman George Yuncker. Peperomia retivenulosa ingår i släktet peperomior, och familjen pepparväxter. Inga underarter finns listade i Catalogue of Life.